# Джюрджевич, Живан
Живан Джурджевич (серб. Живан Ђурђевић; 1891, Балинович — 25 мая 1943, Дебело-Брдо) — югославский крестьянин, партизан времён Народно-освободительной войны, Народный герой Югославии.

## Биография
Родился в 1891 году в селе Балинович близ Валево в бедной сельской семье. До начала войны вёл крестьянское хозяйство, сталкивался с огромным количеством трудностей для содержания семьи. Симпатизировал Коммунистической партии Югославии. Встретил войну в родном селе, оказывал помощь партизанскому движению с начала войны.
В октябре 1941 года немецкие войска начали организовывать карательные экспедиции и расстреливать мирных жителей по обвинениям в помощи партизанам. Живан обнаружил трёх раненых партизан в лесу рядом с деревней, перенёс их к себе домой и занялся их лечением. После того, как все выздоровели, он проводил их к партизанам.
В начале 1942 года с Живаном встретились коммунисты из Валевского окружного комитета, и он предоставил свой дом в качестве штаба партизан Валево и Валевского окружного комитета КПЮ. Живан поддерживал связь с партизанским подпольем, подбирая и новых надежных связных. Летом 1942 года его приняли в Коммунистическую партию Югославии. Оказанная им  помощь партизанскому движению в Валево имела важное значение.
Утром 25 мая 1943 отряд из двухсот четников во главе с Николой Калабичем окружил дом Живана. Милан Китанович, член Окружного комитета, был убит в стычке, а Живана и его троих детей (сыновей Радомира, Марка и дочь Цвету) связали и после побоев бросили в подвал дома молочника. На допросах Живан и его дети утверждали, что не знали никакого Китановича и называли его человеком из местечка Азбуковице.
Живана и детей отправили в штаб четников. Радомир попытался сбежать, однако был тяжело ранен в спину и на глазах у родного отца был забит до смерти. Живан же отказывался что-либо рассказывать, повторяя, что ничего не знает. В Дебело-Брдо Живану пригрозили смертной казнью, если тот не выдаст своих соратников. В конце концов, пожилого крестьянина привязали к вертелу и заживо сожгли.
Живан Джюрджевич был посмертно награждён званием Народного героя Югославии 27 ноября 1953.

## Память
- Бюст Живана Джюрджевича установлен в парке Виды Йоцич в Валеве.